# Gose, Nara
Gose (御所市 Gose-shi) là một thành phố thuộc tỉnh Nara, Nhật Bản.